# 新宿

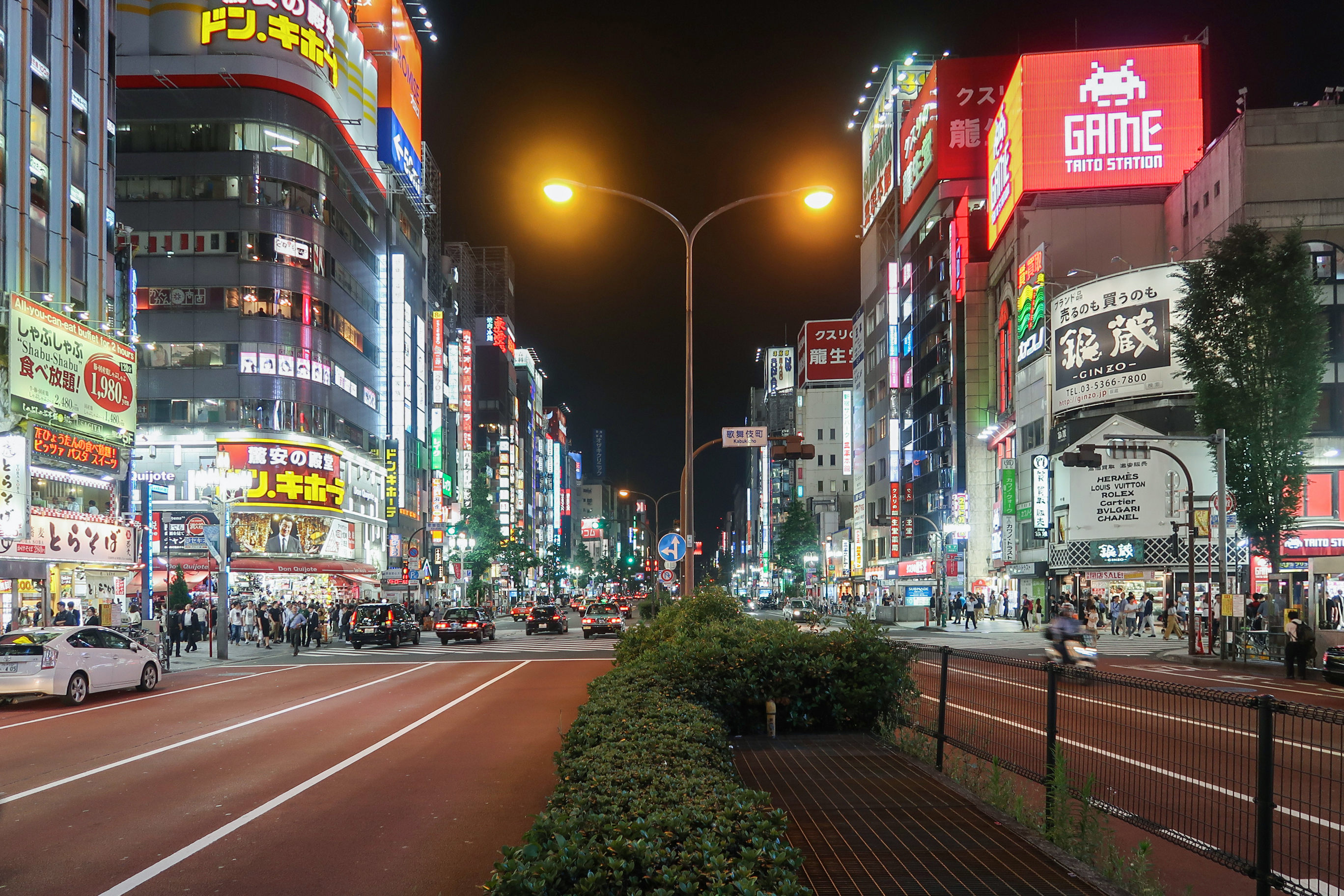
新宿東口商業街的大型看板螢幕與霓虹燈招牌

新宿（日语：／ Shinjuku */?）是位於日本東京的地名，指的是以新宿站為中心的地區，與澀谷、池袋並列為東京3大副都心。其大部分區域隸屬東京都新宿區管轄，部分區域隸屬於澀谷區。其名稱來自於此地昔日甲州街道的宿場町「內藤新宿」。
新宿原本為東京市郊，至昭和初期才成為東京市中心的一部分，並隨著新宿站的轉運機能逐漸提升，而與丸之內、日本橋等山手線東側商圈並列為東京的中心商務區之一；新宿站更因數條鐵道路線匯集、以及周邊商圈的繁榮，成為日本旅運人次最大的鐵路車站。時至今日，新宿站西口的西新宿是日本少有的摩天大樓集中區，聚集了大量的企業總部和政府機關，東京都廳舍即位於此；另一方面，位於新宿站東口的新宿二丁目與大阪的堂山町並列為日本最大的同志村，歌舞伎町則是日本少數的大型紅燈區。

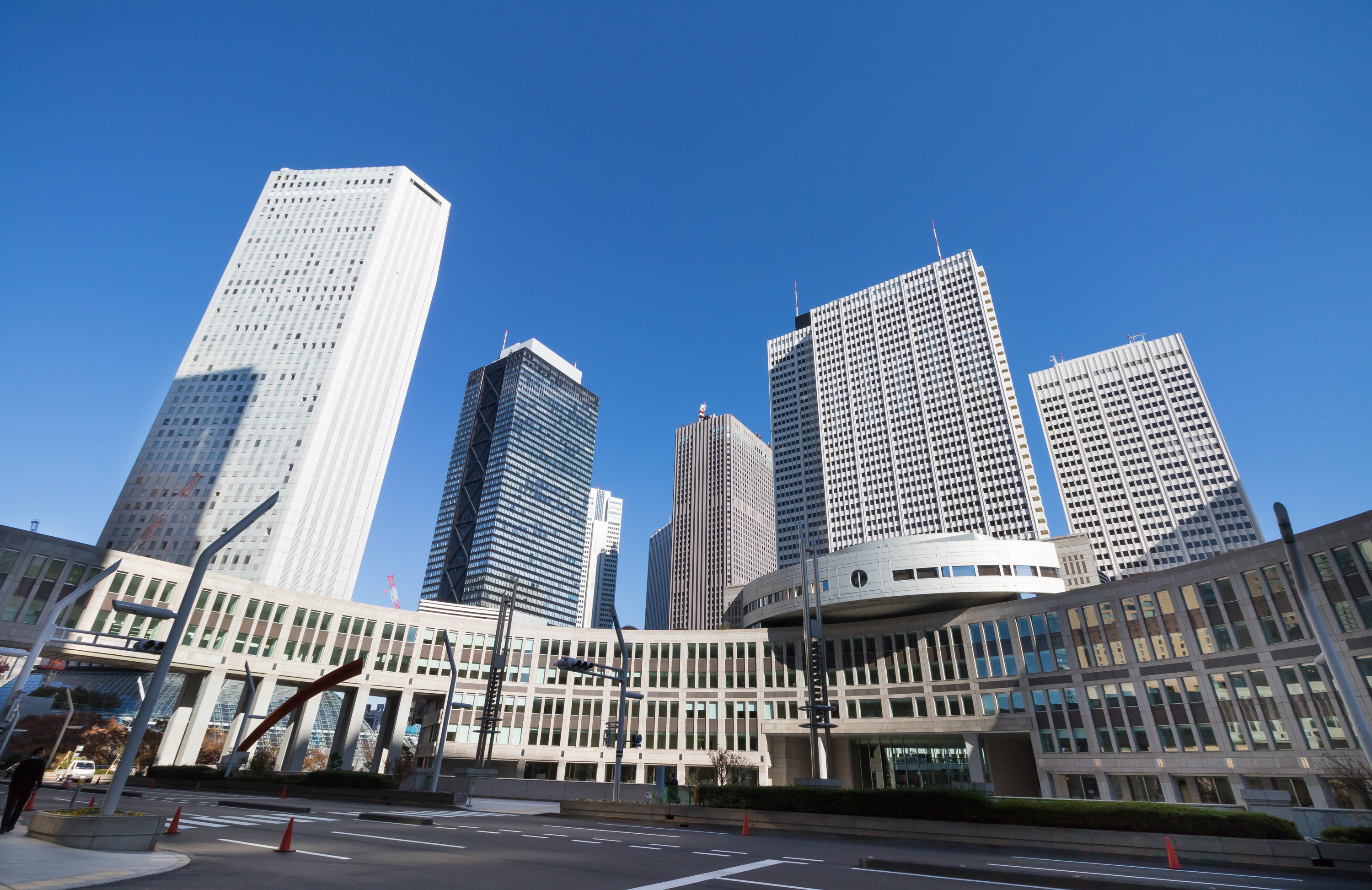
新宿超高層大樓街区

## 概要
位於武藏野台地東方的位置，最早作為甲州道中的宿場（內藤新宿）而開始發展。1885年在此設置了鐵路車站，在關東大地震後隨之逐漸發展成繁華的商店街。和銀座與淺草等商業區比較起來，新宿的表層地盤較為紮實，因此地震後受災較輕微。再加上震災後東京西部郊外的人口開始激增，而通往市中心且不需換乘的鐵路只有中央線一條，為了滿足轉乘各路線鐵路的需求，各種交通開始集中在新宿。昭和年代初期，在新宿開始形成了東京市內少數的大型紅燈區（歡樂街）。之後在1965年，淀橋淨水廠關閉，以該廠原址為基地開發的新宿副都心開始發展。1991年東京都廳遷移至此後，西新宿逐漸出現許多高樓，形成了今天高層辦公大樓林立的商業街廓。1990年代以後，設立了新的鐵路車站（1996年的西新宿站和2000年的東新宿站），以超高層的複合式大樓與公寓大廈為中心繼續進行開發。

## 地理
新宿是位在更新世形成的武藏野台地東方，而新宿站所在的淀橋台標高約44公尺，是山之手地區中最高的地方，表層地盤也較紮實。西端有神田川流經，江戶時代開鑿神田上水。近代以來的都市化造成熱島效應現象的發生，但新宿御苑、新宿中央公園、戶山公園等大型公園也形成冷島效應。

## 歷史

### 古代至中世
雖然新宿內有鎧神社（北新宿）與稻荷鬼王神社（歌舞伎町）等平將門傳承之地，1083年源義家在後三年之役時建立嚴嶋神社（東新宿），但新宿周邊最古老的地名記錄是1340年的牛込文書。

### 江戶時代 - 宿場開設

#### 宿場開設以前
1698年，于信濃國高遠藩主內藤氏的下屋敷设立、作为甲州道中宿站的「內藤新宿」，是「新宿」的起源。而新宿與內藤氏的關係可追溯至豐臣秀吉滅後北條氏後、德川家康入府江戶前的1590年（天正18年）7月。在三河時期為德川家康小姓的內藤清成為了戒備後北條氏殘黨，率領鐵砲隊駐紮在甲州街道（國府道）與鎌倉街道的交會處（現在的新宿二丁目附近）。
因其功勞獲得認可，清成拜領附近一帶的土地，建立中屋敷（現在的新宿御苑，上屋敷在神田小川町，下屋敷在下澀谷）。此外，清成率領的鐵砲隊在1602年（慶長7年）作為伊賀組鐵砲百人組配置到大久保，是當地地名百人町的由來。

#### 「新宿」的誕生

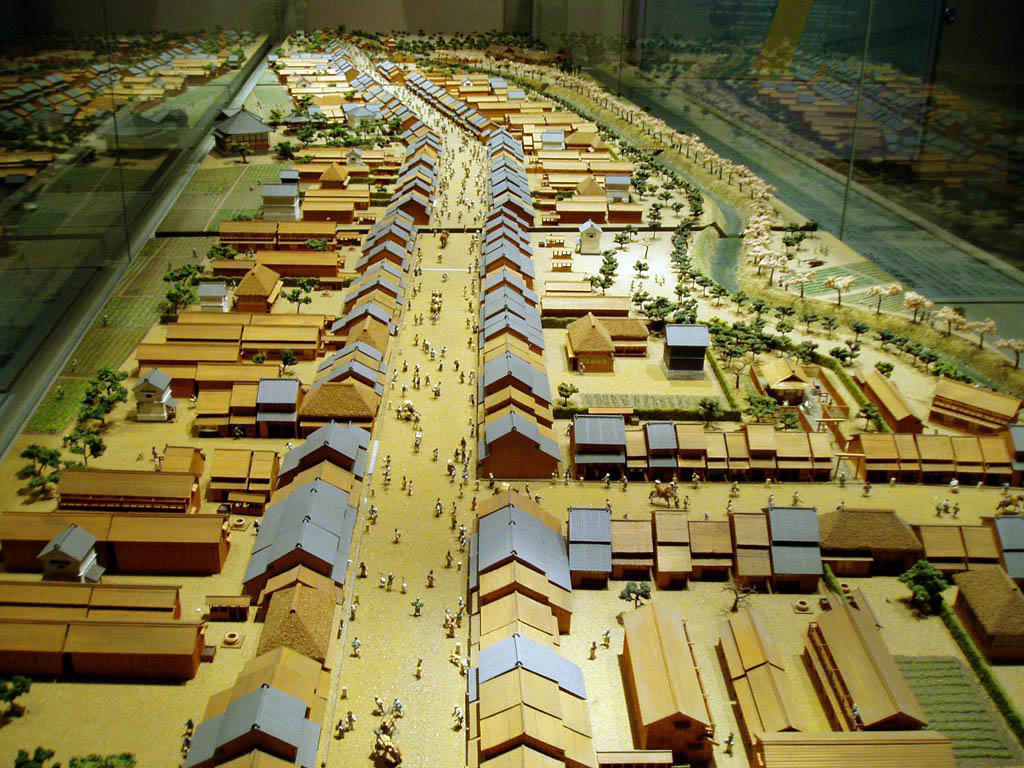
內藤新宿的復原模型
道路分歧點是新宿追分

江戶時代，甲州街道是江戶與甲府之間的主要街道，但第一個宿場高井戶距離遙遠，造成旅人不便。1625年（寛永2年），在民眾的請願之下，幕府在太宗寺門前建設町屋，稱為內藤宿。雖稱為「宿」，但此地不屬於正規的「宿場」。
1697年（元祿10年），甲州街道計畫開設新宿場與行樂地，當時淺草安倍川町名主喜兵衛等4人上納5,600兩請求開設宿場，並於翌年開設，因利用內藤家中屋敷的一部分而稱内藤新宿。這是「新宿」地名的由來。請求宿場開設的喜兵衛，名為高松喜六，後來高松家成為新宿名主。

#### 宿場發展
此時的新宿範圍從玉川上水水番所所在地的四谷大木戶以西至現在新宿站附近之間的街道沿線。新宿追分（現在新宿三丁目交差點附近）是青梅街道分歧點。不久後，內藤新宿與品川（東海道）、板橋（中山道）、千住（日光街道、奧州街道）合稱四宿（ししゅく），並成為江戶新興行樂地。
新宿的岡場所（私設賣春宿）等十分興盛，卻也造成1718年（享保3年）的廢站，直至1772年（明和9年）才重新開放。
太宗寺是江戶六地藏之一，為庶民信仰的中心。成覺寺則是妓女的投入寺。

### 明治期至戰前

#### 明治維新與鐵道開通

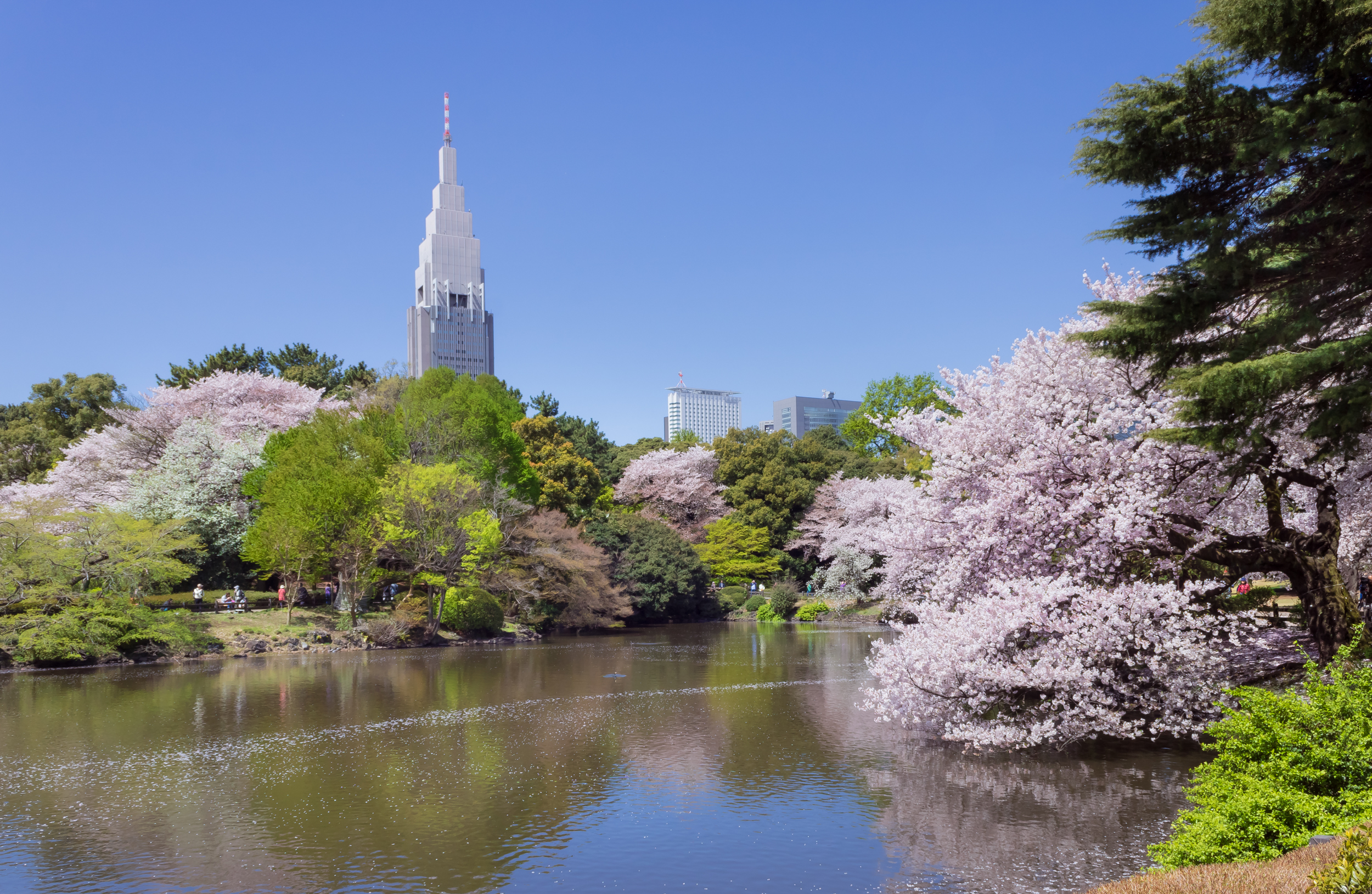
新宿御苑

明治維新後，新宿武家地逐漸荒廢。擁有廣大土地的內藤新宿被大藏省買下，設立「內藤新宿試驗場」，1879年宮內省將此地改稱為「新宿植物御苑」，就是後來的新宿御苑。
1885年（明治18年），日本鐵道品川線（後來的山手線）開通，新宿站設在宿場西邊的角筈（つのはず）。接著甲武鐵道（現JR中央線）、東京市街鐵道延伸進新宿站，1915年（大正4年）京王電氣軌道（現京王線）開通，新宿成為轉運大站。

#### 關東大地震後的興起

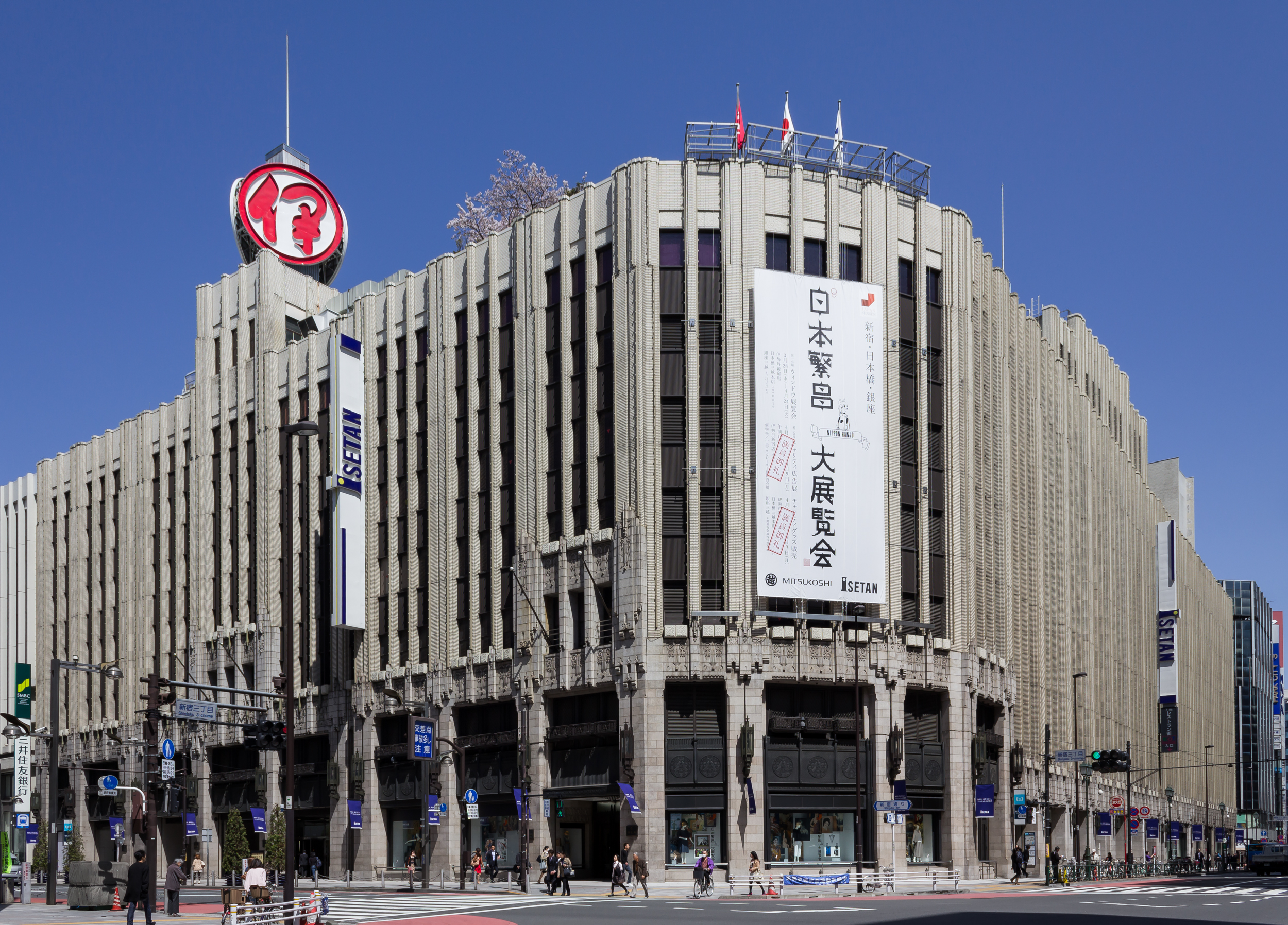
1933年開業的伊勢丹新宿本店

1923年（大正12年）的關東大地震，造成表層地盤脆弱的銀座、淺草等都心部下町地區災情慘重、人口激減，位於武藏野台地（山之手台地）東端的新宿因地盤穩固，災害較輕微。如同澀谷、池袋等其他轉運大站，新宿受惠於郊外人口急增，車站周邊快速發展。

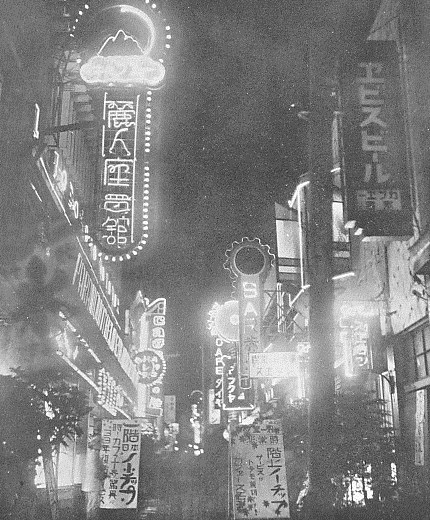
夜晚的新宿（1933年10月）

當時的中央線是西郊往都心的唯一路線，新宿成為交通的集中地，加上昭和初期加入的小田急線與西武鐵道，新宿成為都內重要的繁華街。除了伊勢丹百貨與中村屋的咖哩、高野商店的水果等名產，加上武藏野館、新歌舞伎座、帝都座、紅磨坊新宿座等電影院、劇場、咖啡廳林立，新宿人潮洶湧。

### 戰後初期的發展 - 商業與文化的據點

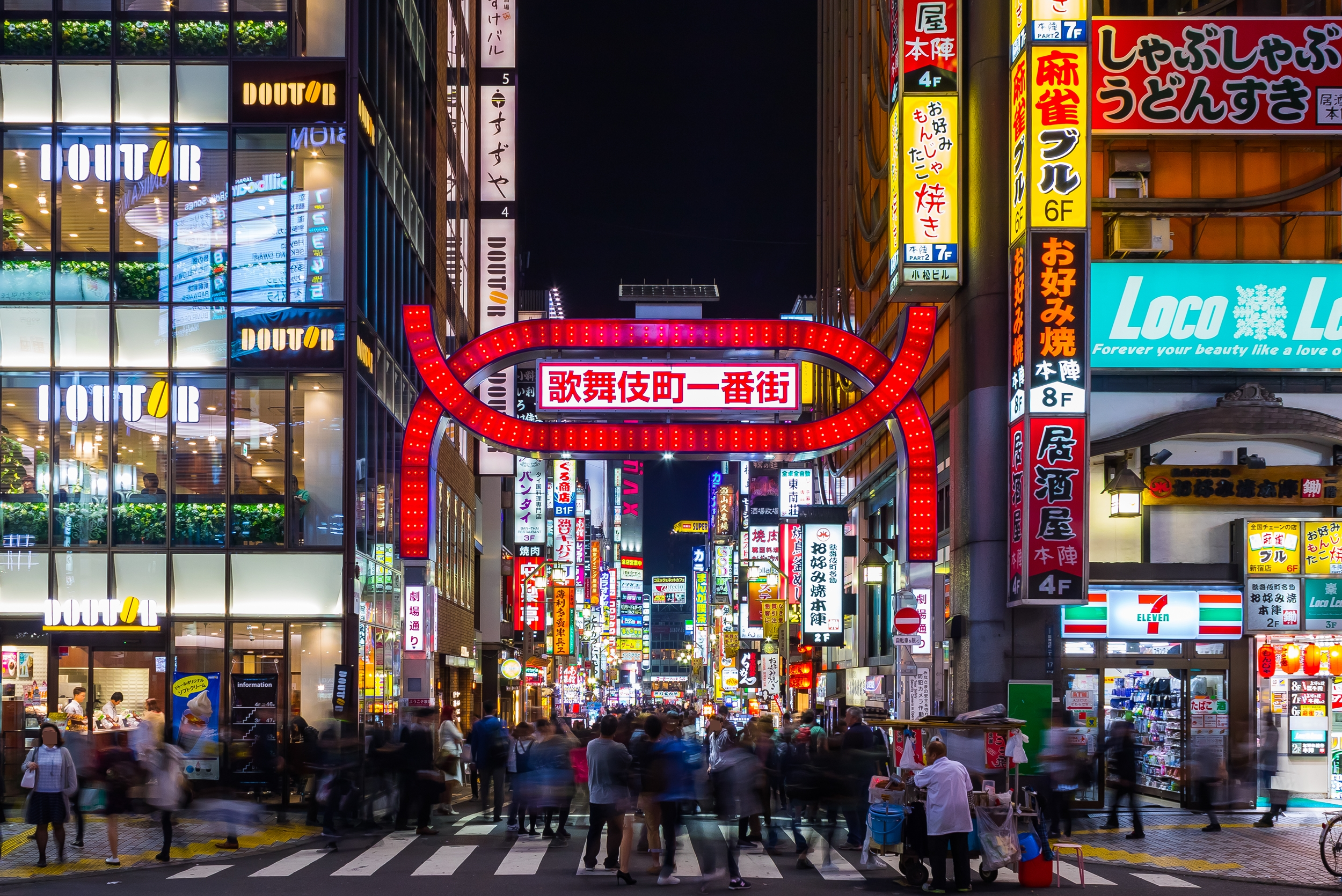
歌舞伎町
「不夜城新宿」的象徴

新宿在東京大空襲中與下町相比，損害較輕。新宿站周邊在戰後出現許多黑市，在各個方面看來可說是戰後新宿商業的先驅。東口中村屋旁的口琴横丁販賣粕取燒酎，為粕取文化（カストリ文化）名稱的由來。
隨後政府開始黑市撲滅運動，1950年左右黑市已從新宿消失，零售店陸續開張，商店街比戰前更有活力。此外，1952年新宿站成為在日本最多轉乘站的車站。昭和30年代起，丸井、小田急、京王等百貨店陸續進駐，形成現在所見的新宿商業地樣貌。

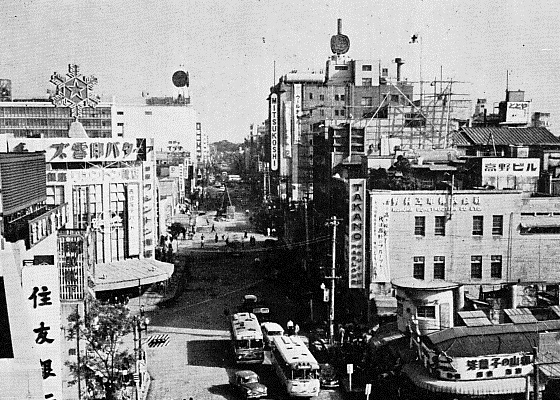
1960年左右的新宿

昭和30年代後人口激增，新宿的商業高速發展。作為娛樂、演劇據點的新宿比戰前更為活躍。其中心是新宿站北方的歌舞伎町。歌舞伎町周圍電影院林立，1956年新宿KOMA劇場開幕後人氣更加上升，1964年開幕的紀伊國屋劇場成為年輕演劇人的登龍門。而從這個時候開始，地下演劇逐漸興盛，新宿確立本身的次文化發送基地的地位，爵士喫茶、歌聲喫茶等喫茶店成為年輕人的交流地。

### 新宿副都心開發與都廳移轉（1965年～）
進入昭和40年代，淀橋淨水廠在1965年關閉，新宿副都心開始開發。之後，京王廣場大飯店本館、新宿住友大廈、KDDI大廈、新宿三井大廈等超高層大樓陸續興建。新宿站西口地下廣場與東口地下街新宿SUBNADE也在這段時間開始發展。
新宿站的尖峰時刻，1日有5次。早晨和傍晚的通勤尖峰、午前的購物者尖峰、醉客與遊客飛奔的終電尖峰。以及通霄玩樂的年輕人等待的始發尖峰。
接下來，1970年代開始進行的東京都廳移轉計畫在1985年定案，1991年新廳舍完成，西新宿的再開發與超高層大樓建設浪潮，形成今日所見的巨大辦公商區。

### 再開發的時代（1990年～）

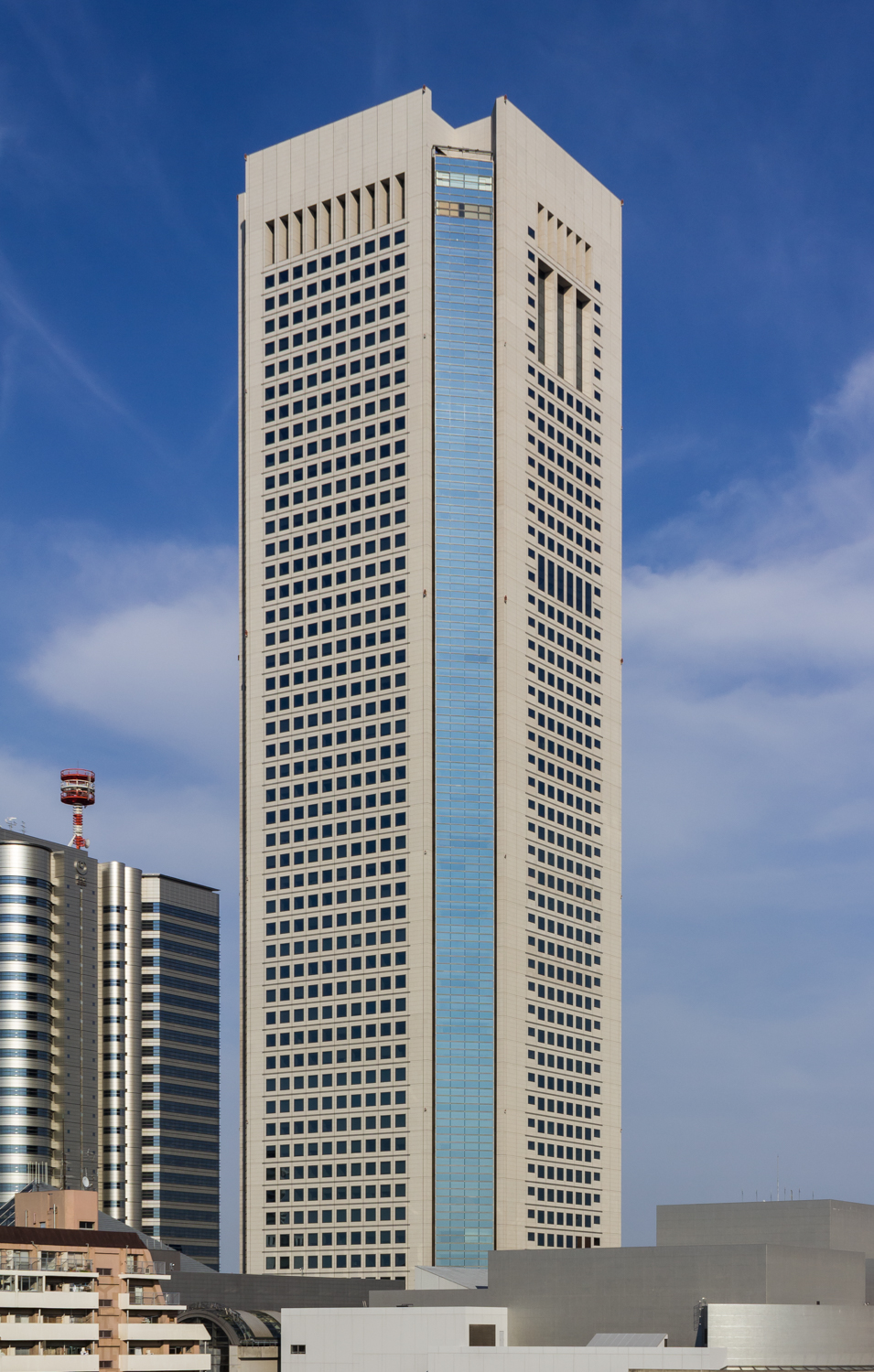
位於西新宿外圍的東京歌劇城

1980年代以後，再開發持續進行，西新宿與北新宿進行地下鐵新站開發，1996年東京地下鐵丸之內線西新宿站誕生。同年，在JR新宿站南口的新宿貨物站舊址，以高島屋新宿店為核心的複合商業設施高島屋時代廣場開幕，加上鄰近京王新線初台站的東京歌劇城，形成新的人潮。
2000年都營地下鐵大江戶線開通，新宿内設有都廳前站、新宿西口站、東新宿站，以都廳前站為起點的都内環狀地下鐵路網完成。2006年東京地下鐵副都心線開通，新宿内設新宿三丁目站、東新宿站。2012年，在大江戶線與副都心線的轉乘站東新宿站，由三菱地所規劃、山手線内最大規模的新宿EASTSIDE SQUARE竣工。
以2001年歌舞伎町大樓火災為契機，歌舞伎町内也開始進行改造。新宿警察署與地方町内會合作設置監視器以遏止犯罪活動。2005年，負責地區活化的歌舞伎町復興協議會成立，是全國繁華街重生的典範。
現在的新宿聚集各式各樣的人與文化，成為世界知名的巨大繁華街。日本政府觀光局針對訪日外籍遊客調査，自2004年度調査以來，新宿一直是都市、觀光地訪問率的冠軍（2010年為34.8%），2009年東京都進行觀光客調査，新宿在最滿足的地區中排名第1（16.8％，第二是銀座的7.6％）。

## 現代的社會地理

### 車站周邊
車站周邊有著日本少數的大型繁華商業區（繁華街）之一。繁華商業區的集客人數約為164萬人（2002年），在全日本排名第一。 此外，每天的利用者數約為364萬人（2007年，包括以地下街連接的西武新宿站），是金氏世界紀錄認定的最繁忙車站。若將徒步圈周邊車站也加入計算，「新宿地區」車站每天的乘降人數超過403萬人（2006年）。不論晝夜，新宿車站都充滿綿延不絕的人潮，因此百貨公司的業績和商品銷售金額是全日本第一個超過一兆日元的巨大商圈。

### 新宿站東側

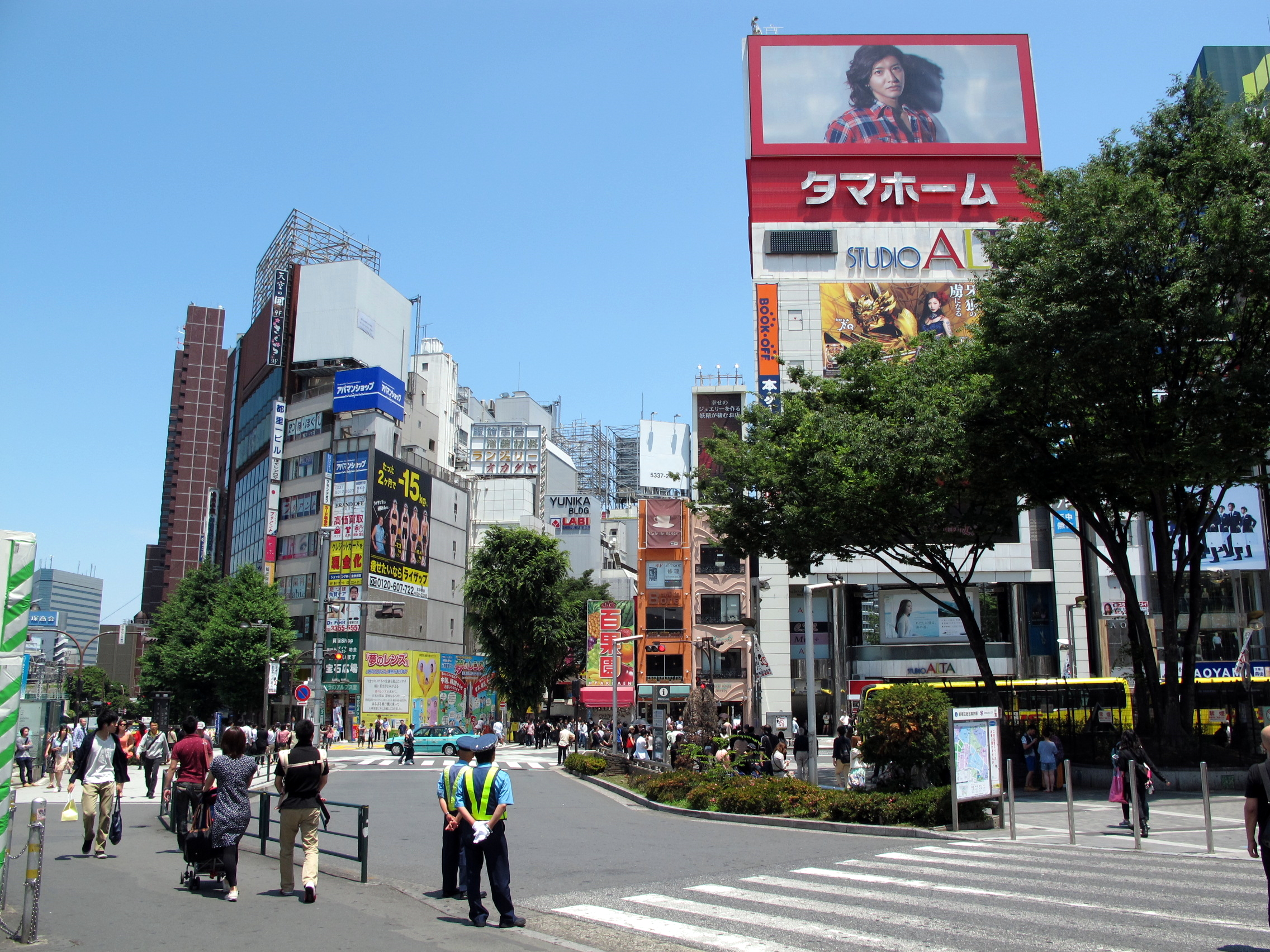
新宿站東口前

新宿站東側百貨老店、專門店、餐飲店等十分密集，日夜人潮絡繹不絕，是日本第一的繁華街。靠近車站東口的STUDIO ALTA與中央東口的派出所是新宿最佳的會面地，接近結束營業時間的時候人潮十分擁擠。
- 伊勢丹（本館、男士館）、丸井（5館）、Barneys New York、LUMINE EST新宿（日语：ルミネエスト新宿）、新宿PePe（日语：ペペ (商業施設)）等百貨店與專門店聚集。82年歷史的新宿三越在2012年3月停止營業，由bicqlo（日语：ビックロ）進駐。三越南館則改為大塚家具（日语：大塚家具）。
- 紀伊國屋書店，中村屋、新宿高野等老店仍持續營業。
- 伊勢丹前的明治通與新宿通、靖國通之間的3丁目東端地區是新宿末廣亭（日语：新宿末廣亭），是戰前著名的寄席（日语：寄席）。此地的「末廣通」與2丁目的「要通」形成居酒屋街。這裡沒有正式地名，通常稱為要町[21]。
- 丸之内線、都營新宿線、副都心線都在新宿3丁目設站，之間有地上大樓與地下道連通。
- 此地的影城或電影院有新宿武藏野館（日语：新宿武蔵野館）、新宿松竹會館改建的新宿Piccadilly（日语：新宿ピカデリー）、位於新宿東映會館舊址的新宿WALD9（日语：新宿三丁目イーストビル）等
- 新宿繁華街的東南端是新宿御苑。

### 新宿站西側

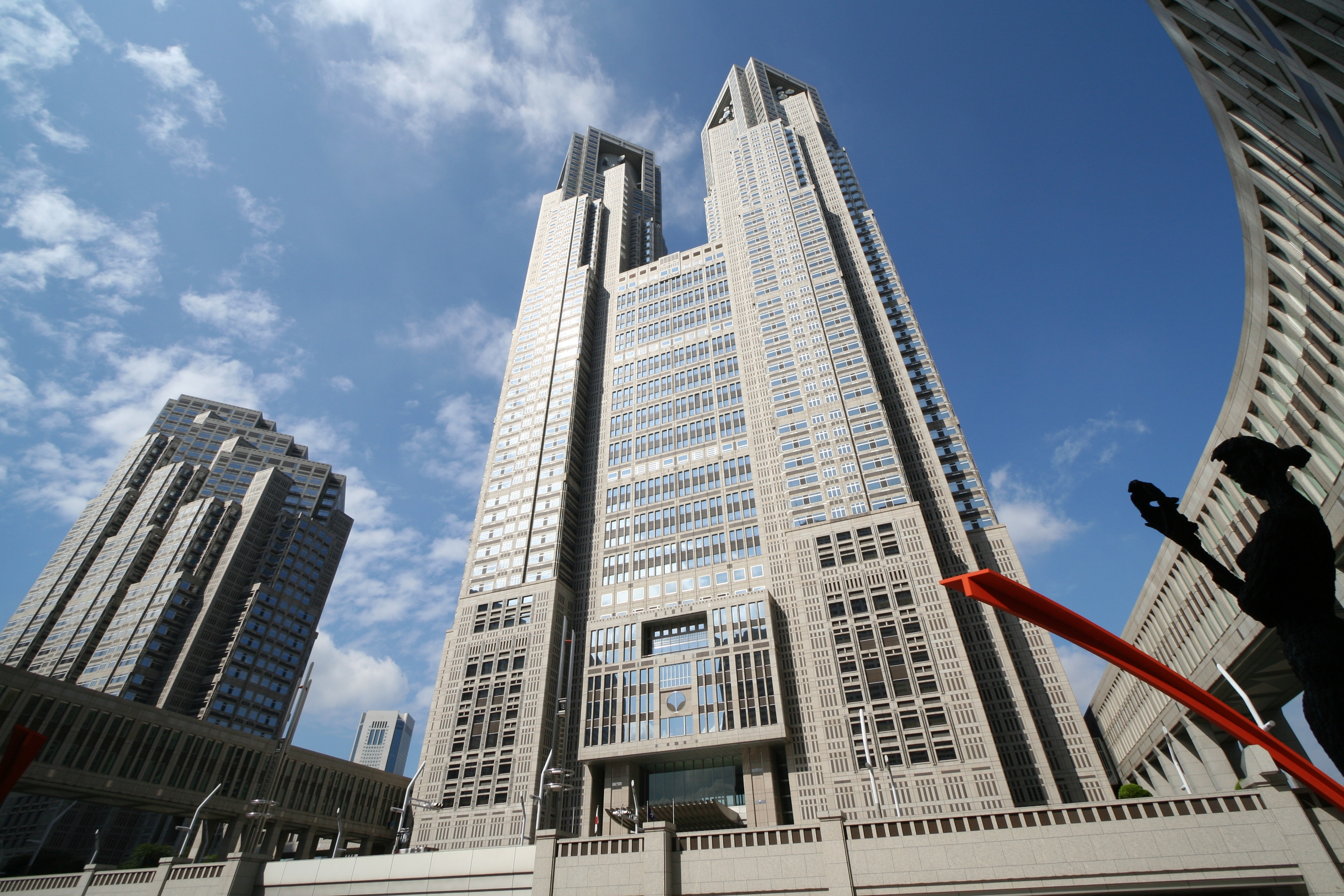
東京都廳

與新宿站相連的西口有小田急、京王兩大百貨與HALC（ハルク）、LUMINE等專門店，站前大型量販店聚集，更往前走是超高層辦公大廈與超高層飯店林立的超高層大樓群「新宿副都心」。
新宿站西側在1950年代以前有座十二社池（じゅうにそういけ），在戰前是東京近郊的度假地，因此在1960年代以前發展不如車站東側。但是，政府為了解決千代田區周邊的東京都心部機能過度集中，決定將新宿西口設定為副都心。
1965年（昭和40年），西口的淀橋淨水廠遷往東村山市，1971年（昭和46年）起京王廣場大飯店等超高層大廈陸續興建，後來稱作新宿副都心。1991年（平成3年），東京都廳從有樂町移來此地後，開始稱之為新都心（但在都廳轉移之前青梅街道上就有新都心步道橋）。高層大樓旁是1968年（昭和43年）開園的新宿中央公園，是都會的綠洲。

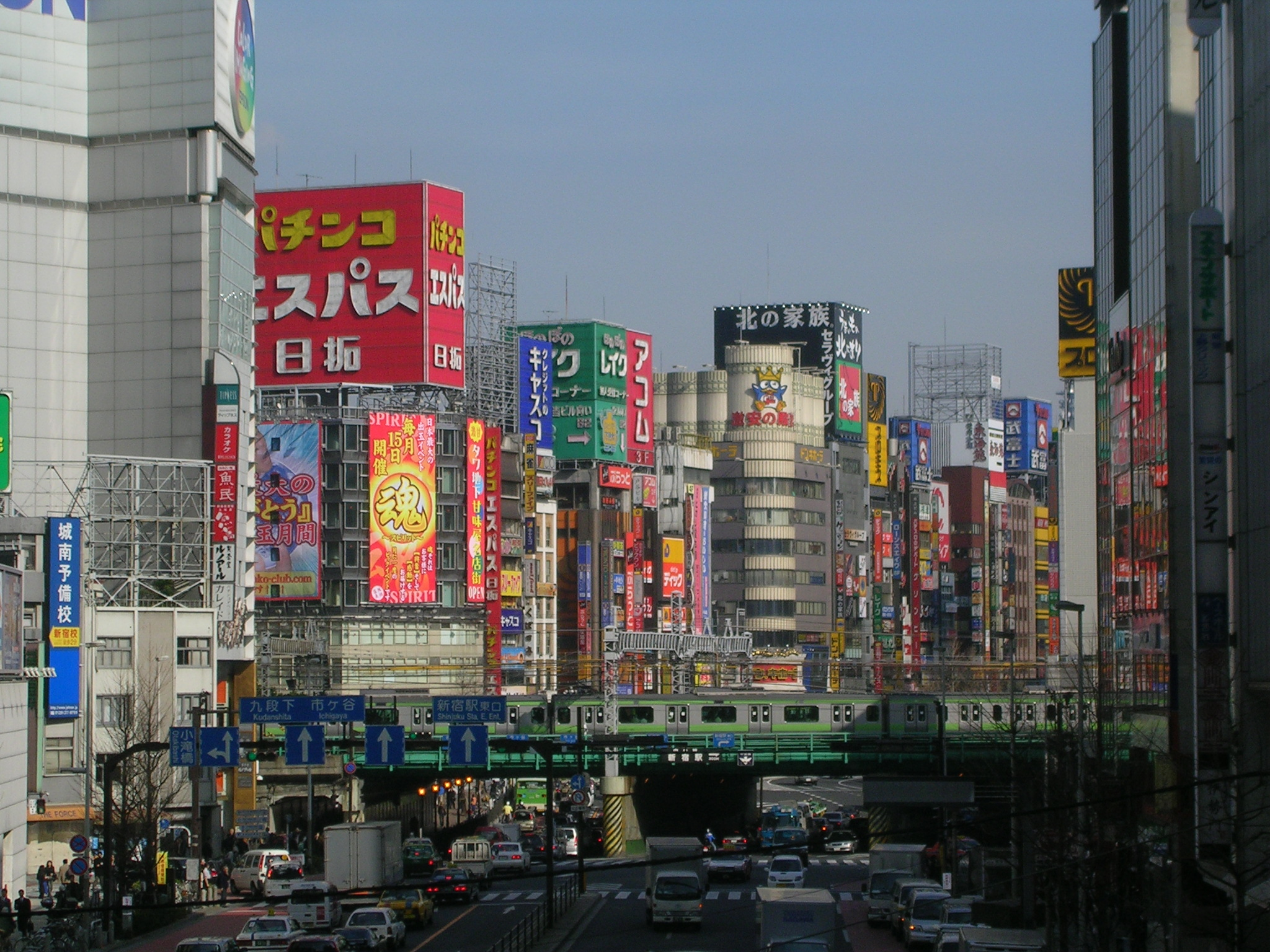
新宿大高架橋

此外，西口稍北處有條酒館街「回憶橫丁」，小型居酒屋林立，保留了戰後復興與昭和時代的風貌。再往北的JR線高架橋稱為「大高架橋」，下方是青梅街道、靖國通與小瀧橋通組成的大高架橋交差點，為周邊交通的要衝，夜晚人潮洶湧。

### 新宿站北側
西武新宿站附近的歌舞伎町周邊形成巨大的歡樂街，新宿黃金街也位於歌舞伎町內。另一方面，鐵路路廊西側、近都營大江戶線新宿西口站的小瀧橋通周邊，輸入、中古黑膠唱片店與音樂展演空間林立。
這兩站中間是JR高架路廊，但沒有地下通道，因此小瀧橋通沿線與新宿站其他地區相比人潮較少。
此外，歌舞伎町北方是以韓國人與中國人為主的外國人聚集處，也是怒羅權、中國黑手黨的活動據點之一。

### 新宿站南側

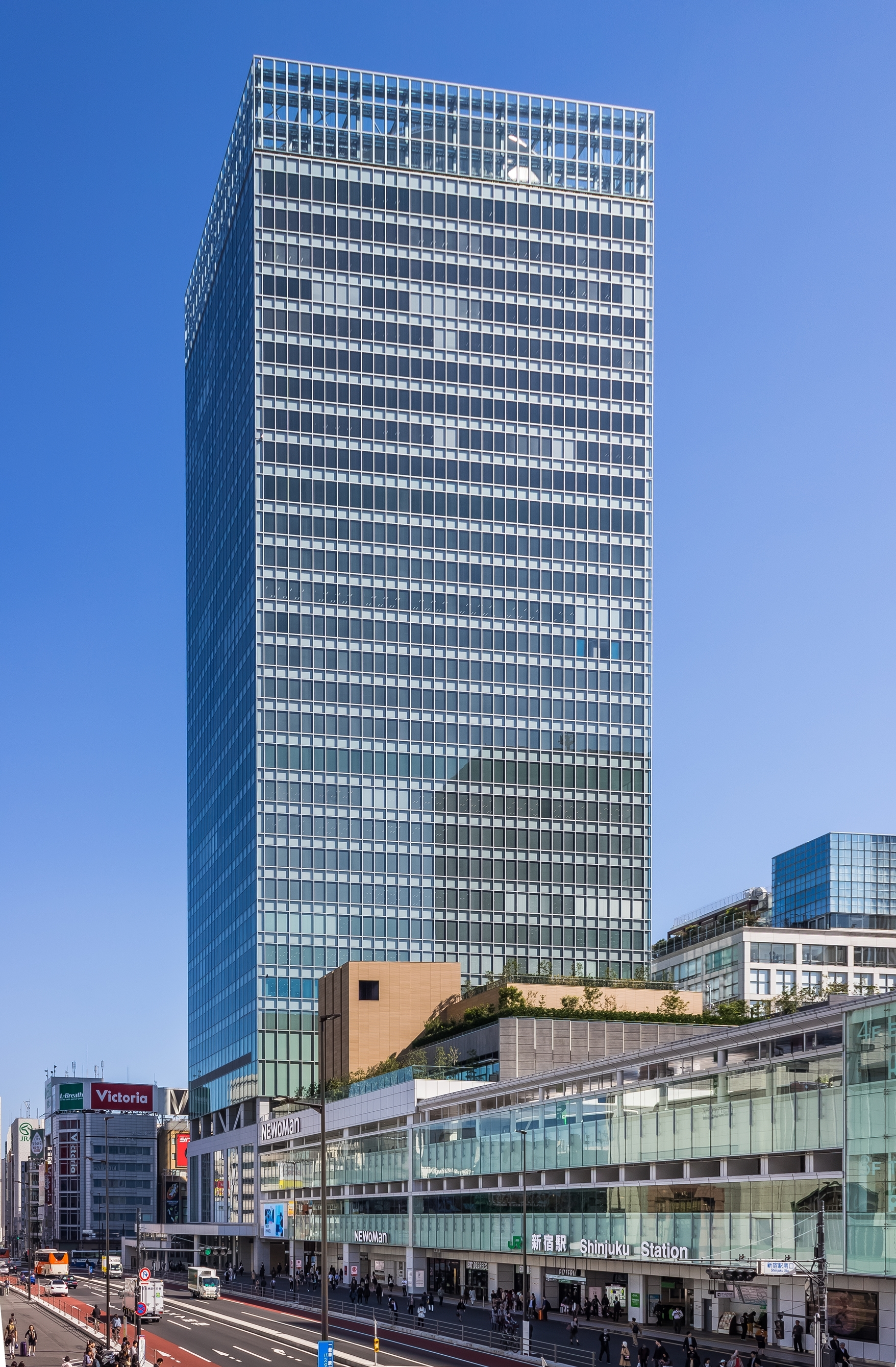
NEWoMan百貨和JR新宿未來塔

新宿站南側的新宿四丁目，過去稱為四谷旭町，以作家林芙美子入住而聞名。過去此地以民家、旅館、個人商店為主，平成10年左右進行再開發，周邊陸續建設多座超高層大樓與大型百貨。新宿髙島屋與站體間建設連通道，形成人潮。車站南口還有ALTA與FLAGS等百貨。傍晚至夜間有業餘音樂家在此演奏，常引起路人關注。吉本興業旗下藝人演出的劇場「LUMINE the YOSHIMOTO」也在此地。2016年3月25日開業NEWoMan百貨專為女生打造，並且連接新宿高速巴士總站。
京王百貨店與小田急百貨店之間有條稱作「馬賽克通」（モザイク通り）的步道，步道旁有各種店鋪。
為整合分散在新宿各地的長途高速巴士站，方便旅客轉乘，國土交通省於新宿車站南口對街興建一座轉運站，於2016年4月啟用。

### 東新宿站周邊

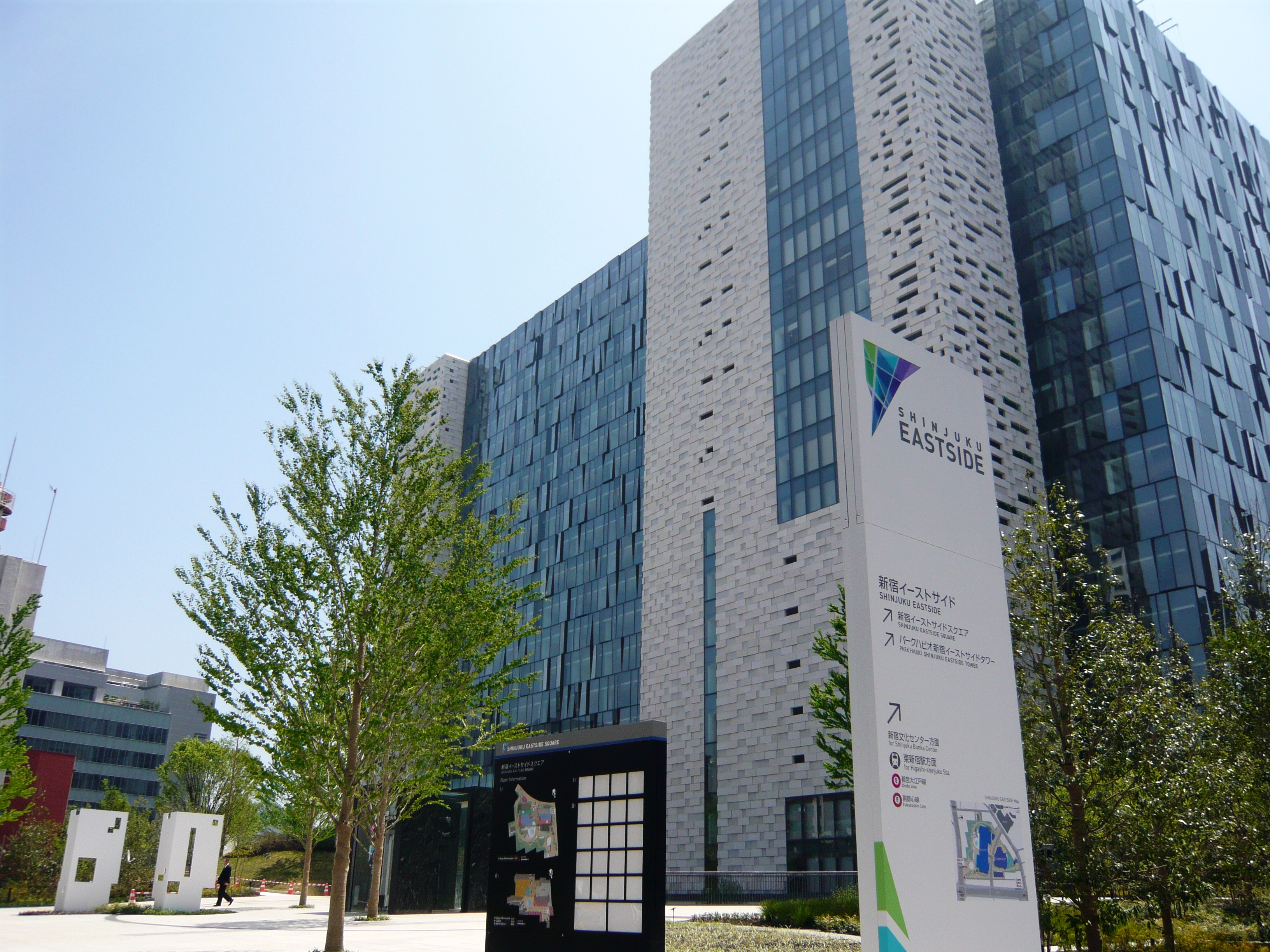
東新宿站直通的新宿EASTSIDE SQUARE

新宿三丁目以北、歌舞伎町以東的新宿六、七丁目以低層住宅區為主，2000年12月，都營大江戶線東新宿站在七丁目（六丁目旁）開設，使得七丁目的中高層公寓逐漸增加，2008年6月東京地下鐵副都心線開通，車站利用者持續增加。
2007年，東新宿站東南方，約3.7萬平方公尺的日本電視台高爾夫花園舊址由三菱地所進行再開發，命名為「新宿EASTSIDE」，建地北側的辦公區域是設有廣場與步道，預計創造1萬人以上就業機會、總樓地板面積達17萬平方公尺的商業辦公複合型大廈「新宿EASTSIDE SQUARE」（2012年5月竣工）。史克威爾艾尼克斯控股本社宣布入駐。建地南部的居住區將建設地上32層、地下1層、高111.7公尺、總戶數761戶的高層公寓（PARK HABIO新宿EASTSIDE TOWER）。

### 其他周邊地區
新宿已擴展到鄰近新宿站南口與新南口的澀谷區代代木、千駄谷等地。此外，周邊的中野坂上、初台等地也開始進行開發。以下是遠離西新宿大樓群的高層大廈 :
- NTT DoCoMo代代木大廈
- 新宿MAYNDS TOWER（日语：新宿マインズタワー）
- 小田急Southern Tower（日语：小田急サザンタワー）
- 新宿王子大飯店（日语：プリンスホテル）（與PePe、西武新宿站同建物）
- 新宿文化Quint Building（日语：新宿文化クイントビル）

- 靖國通
新宿區役所（日语：新宿区役所）前交差點附近
- 擁擠的靖國通
新宿大高架橋西交差點附近
- 甲州街道
西新宿1丁目交差點附近
- 高層大樓群。左起新宿住友大廈、新宿三井大廈、日本損保日本興亞大廈（日语：損保ジャパン日本興亜本社ビル）（後）、新宿中心大廈、Mode學園蟲繭大廈（後）、京王廣場大飯店（右端）
- 新都心歩道橋下交差點附近
左起新宿中心大廈、日本損保日本興亞大廈、新宿野村大廈
- 東京歌劇城（左後），NTT東日本（日语：東日本電信電話）本社大廈（左前）
- 新宿站側高層大樓群與富士山

## 都市問題
新宿歌舞伎町一帶聚集了眾多的風俗店，为治安恶化提供了温床。除此外歌舞伎町北部聚集了以中国人和韩国人为主的非日籍人士，其中亦有许多非法入境的外国人。众多不确定因素使得这一地区治安相比日本其它地区而言较差。除此外高层建筑所引起的日照权争议和高楼风也成为重要问题。

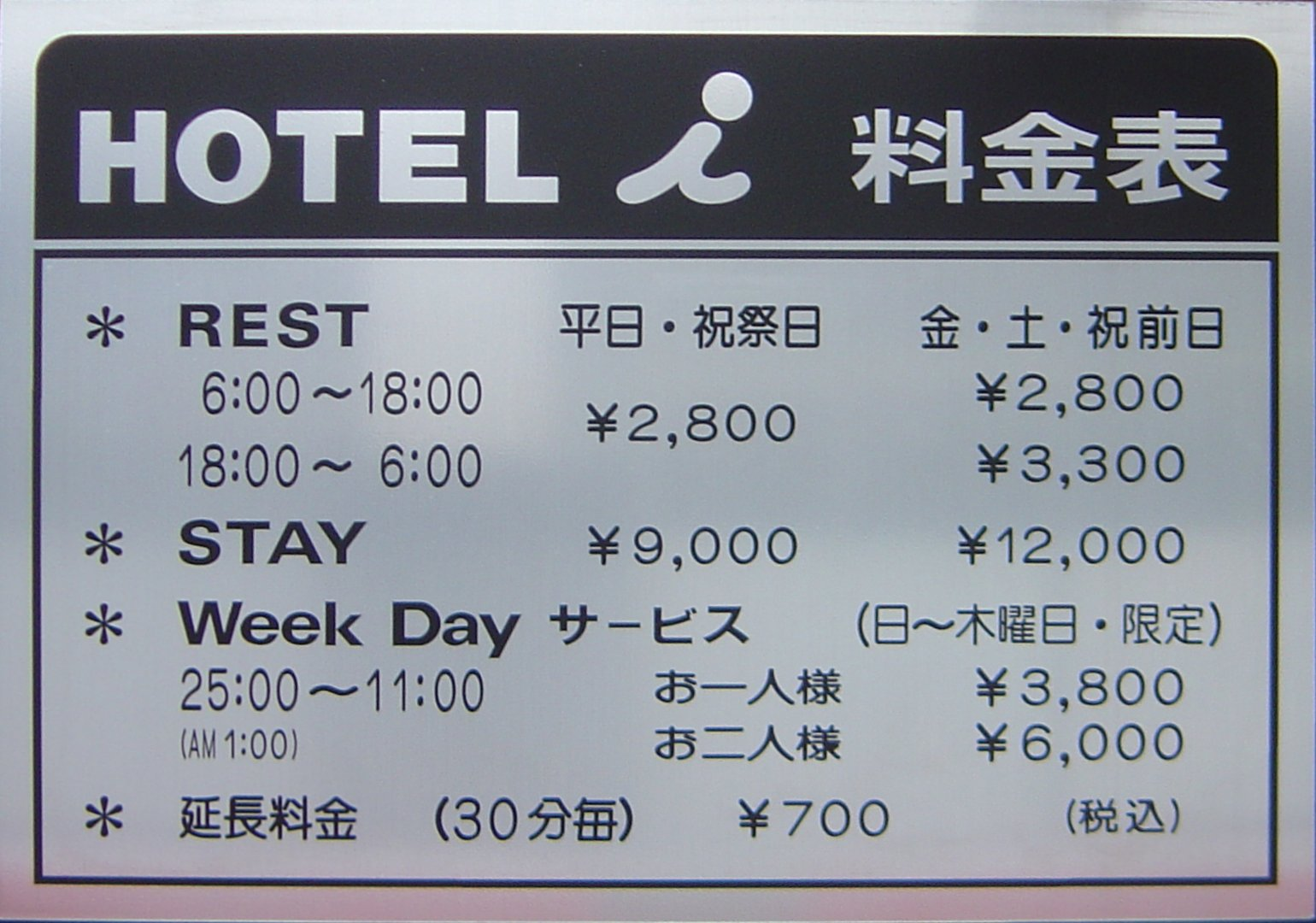
新宿一間情侶酒店的標牌

## 行政區劃、町名的變遷
新宿一帶在1889年（明治22年）町村制施行時屬南豐島郡內藤新宿町。1896年（明治29年）南豐島郡與東多摩郡合併成立豐多摩郡。1920年（大正9年）編入東京市四谷區，1947年（昭和22年）3月15日四谷區、牛込區、淀橋區整合成立新宿區。
1973年（昭和48年）實施住居表示實施，町名變更為現在的新宿一丁目至四丁目，1978年（昭和53年）成立新的五丁目至七丁目。角筈與十二社、淀橋、柏木一丁目整合成西新宿。北新宿等地域是舊柏木二丁目至柏木五丁目。
| 住居表示實施後 | 實施前（未備註表部分地區） | 實施前（未備註表部分地區）                     |
| 住居表示實施後 | 舊四谷區                   | 舊淀橋區                                       |
| 新宿一丁目     | 新宿一丁目、花園町（全部） |                                                |
| 新宿二丁目     | 新宿一丁目、新宿二丁目     |                                                |
| 新宿三丁目     | 新宿二丁目、新宿三丁目     | 角筈一丁目、角筈二丁目                         |
| 新宿四丁目     | 新宿四丁目（全部）         |                                                |
| 新宿五丁目     | 番眾町（全部）、三光町     | 東大久保一丁目                                 |
| 新宿六丁目     |                            | 東大久保一丁目、東大久保二丁目、西大久保一丁目 |
| 新宿七丁目     |                            | 東大久保二丁目、西大久保二丁目                 |

新宿一丁目至七丁目的人口有18,099人（2013年（平成22年）8月1日）。

## 酒店
豪華酒店
- 東京凱悅酒店（日语：ハイアットリージェンシー東京）
- 東京柏悅酒店（日语：パークハイアット東京）

商務酒店
- Villa Fontaine 酒店
- 新宿 NEW CITY HOTEL
- 新宿華盛頓酒店

## 以新宿為舞台的作品

### 漫畫
- 城市獵人 （北条司）
- 天使心 （北条司）
- 閃靈二人組 （綾峰欄人）
- 新宿天鵝（和久井健）
- 傀儡（高橋明）
- 深夜食堂（安倍夜郎）
- 白雪公主與七個囚犯（藪口黑子（日语：薮口黒子））
- 超私設警察（日语：はいぱーぽりす）（MEE）
- 新宿D×D（安童夕馬、彭傑）
- 屍體如山的死亡遊戲（成田良悟）
- 咒術迴戰（人外魔境新宿決戰）

### 動畫
- 數碼寶貝03馴獸師之王
- 機動警察
- 秒速5公分
- ハイスクールミステリー学園七不思議
- 言葉之亭
- 你的名字

### 小說
- 新宿鯊魚 （大澤在昌）
- 魔界都市〈新宿〉、魔界都市ブルース、魔界醫師梅菲斯特（菊地秀行）
- スメル男(原田宗典)

### 電影
- 若い狼（1961年、東寶）
- 不良番長系列（1968年～1973年、東映）
- ネオン警察系列（1969年～1970年、日活）
- 君よ憤怒の河を渉れ（1976年）
- 哥吉拉（1984年、東寶）
- 哥吉拉vs王者基多拉（1991年）
- 哥吉拉2000（1999年）
- 超人力霸王THE NEXT（2004年）
- 容疑者室井慎次（2005年）

### 香港電影
香港有不少電影以新宿為故事背景。
- 小男人週記 II 錯在新宿 (1990)
- 新宿事件 (2009)

### 連續劇
- 向太陽怒吼！（1972年 - 1987年、日本電視台）
- 肥皂泡（1991年、富士電視台）
- STATION（1995年、日本電視台）

### 遊戲
- 警察官
- 東京巴士指南
- 世界街頭賽車
- Auto Modellista
- 人中之龍
- 捉猴啦
- 復仇龍騎士
- Forest
- Girls' Work
- R-TUNED：Ultimate Street Racing
- 偵探神宮寺三郎系列
- 新宿之狼
- Fate/Grand Order：第1.5部亞種特異點Ⅰ「惡性隔絕魔境 新宿」
- Collar×Malice
- 真·女神轉生III－Nocturne

## 資料來源
1. ↑  .   [2024-04-25]. （原始内容存档于2024-01-26）.
2. ↑  新宿区（1998a: 8）
3. ↑  新宿区（1998a: 39）
4. ↑  新宿区（1998: 115）
5. ↑  新宿区（1998: 127-30）
6. ↑  新宿区（1998: 178-9）
7. ↑  新宿区（2007: 50）
8. ↑  東京都百年史編集委員會（1979），新宿区（1998: 379-81）
9. ↑  新宿区（1998:413-22）
10. ↑  新宿区（1998: 395-7）
11. ↑  新宿区（2007: 96）
12. ↑  新宿区（2007: 118）
13. ↑  新宿区（2007: 112-4）
14. ↑  『東京新聞』1986年1月18日
15. ↑  新宿区（1998: 159-60）
16. ↑  仁階堂（2009）
17. ↑  日本政府觀光局（2010）「JNTO 訪日外客訪問地調査2009報告書概要」 （页面存档备份，存于）
18. ↑  東京都（2010）
19. ↑  
《商業地實地調查資料集》（商業地実地調査データ集）2003版野村綜合研究所
新宿地區164萬人、澀谷地區130萬人、難波心齋橋地區122萬人、名古屋錦榮地區120萬人、大阪車站周邊地區119萬人、橫濱關內伊勢佐木町地區112萬人、池袋地區100萬人、名古屋駅周邊地區93萬人、有樂町銀座地區86萬人、神田神保町御茶之水地區77萬人、札幌大通り、すすきの地區77萬人、福岡中洲天神地區71萬人、横浜車站周邊地區70萬人、三宮車站周邊地區63萬人、京都四条河原町地區58萬人、六本木赤坂地區56萬人、上野浅草地區50萬人、天王寺阿倍野地區37萬人、紙屋町八丁堀地區33萬人、博多車站周邊地區28萬人、仙台一番町周邊地區22萬人、京橋地區19萬人、町田車站周邊地區19萬人、名古屋大須地區17萬人、其它來源包括《日經流通新聞》（日經MJ）等。
20. ↑  
新宿地區乘降客數4,036,061（2007年）
新宿西口車站53,685・大江戸線都廳前車站37,809・丸之内線新宿3丁目車站46,073・都營新宿3丁目車站41,316・大江戸線東新宿車站15,915・丸之内線西新宿44,449・丸之内線新宿御苑前車站45,621・南新宿4,124人・JR代代木車站74,536人・都営代代木車站31,950人
21. ↑  要通的飲食街稱為「要町」。東京新聞平成15年12月23日「わが街わが友9 新宿要町」，さぶ1985年5月号エレクト広告「要町カバリエ」。
22. ↑  部分屬LUMINE新宿店
23. ↑  .   [2015-12-25]. （原始内容存档于2020-04-13）.
24. ↑  .   [2013-06-28]. （原始内容存档于2016-03-04）.
25. ↑  .   [2013-06-28]. （原始内容存档于2018-02-13）.
26. ↑  「パークハビオ新宿イーストサイドタワー」 （页面存档备份，存于）RBAタイムズWeb版，2011年12月16日
27. ↑  三菱地所株式会社・日本土地建物株式会社「SHINJUKU EASTSIDE SQUARE」 （页面存档备份，存于）
28. ↑  「新宿イーストサイドスクエアに本社移転，スクウェア・エニックス」 （页面存档备份，存于）日経不動産マーケット情報，2012年1月6日
29. ↑  .   [2013-08-09]. （原始内容存档于2014-08-19）.

## 外部連結
- 新宿區公所 （页面存档备份，存于）
- 新宿觀光振興協會 （页面存档备份，存于）